# ظروف دلفت

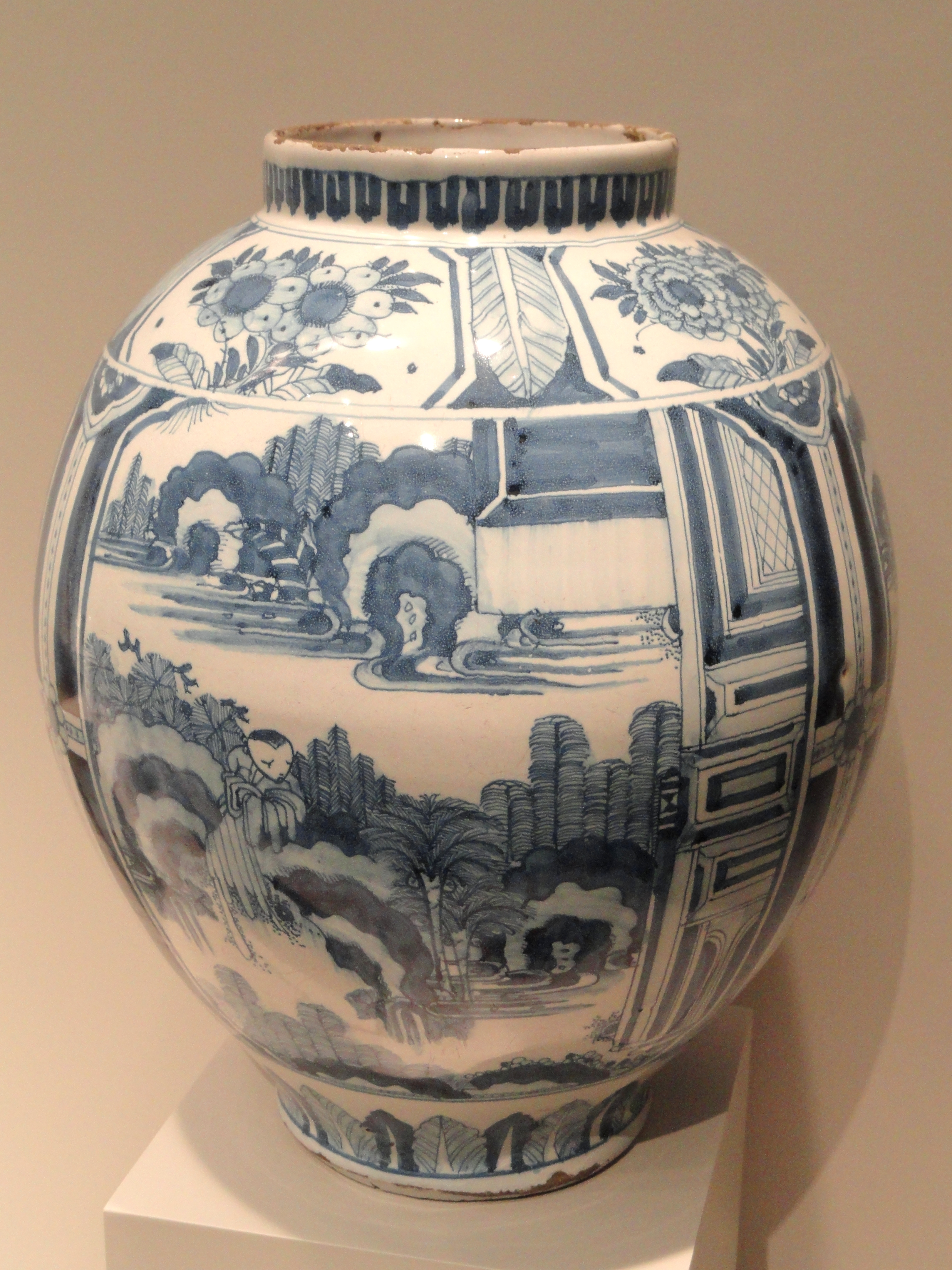
گلدان به سبک ژاپنی، حدود ۱۶۸۰، دلفت

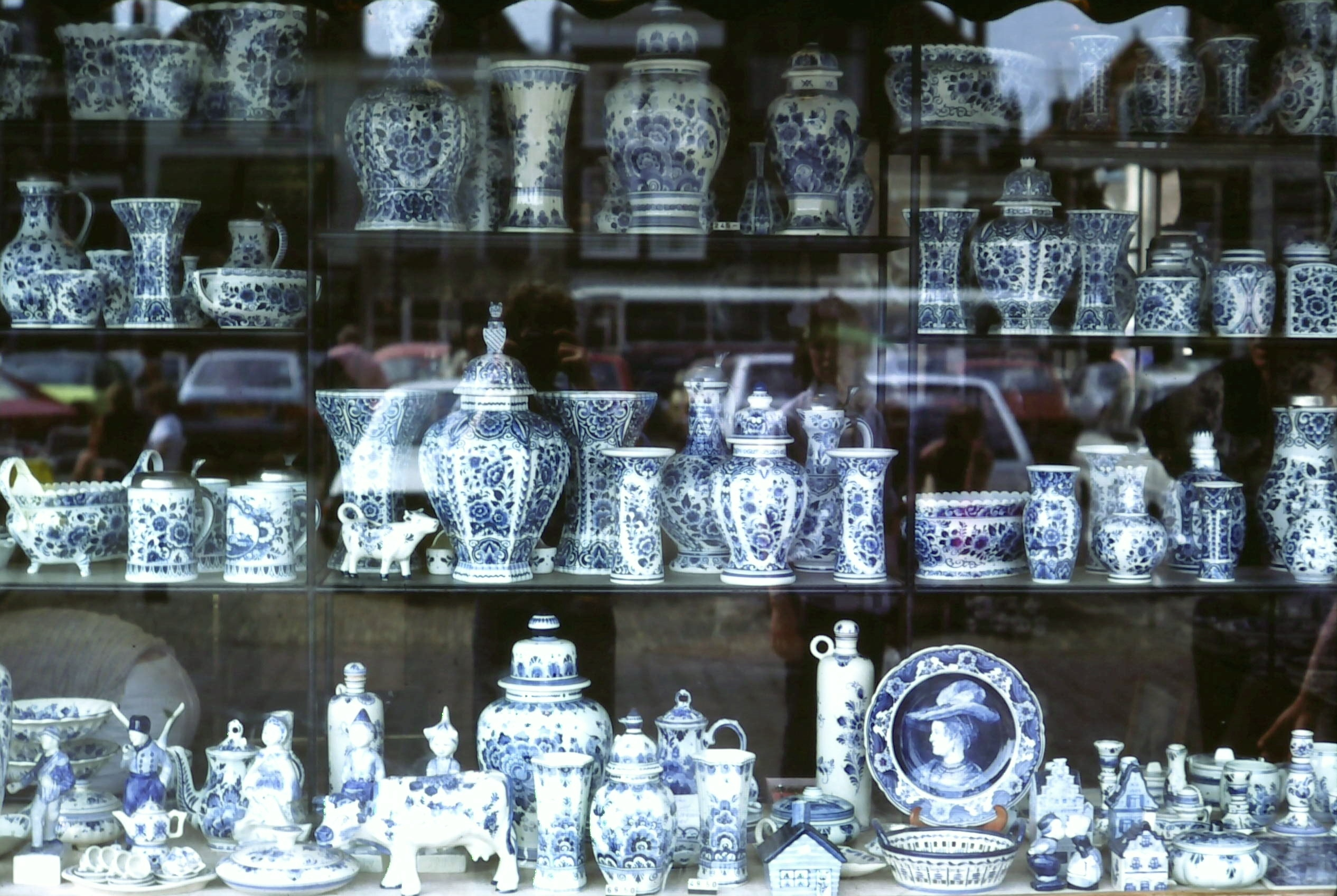
ویترین یک فروشگاه «دلفت‌فروشی» در بازار شهر دلفت هلند

ظروف دِلفت (هلندی: Delfts blauw)، چینی دلفت یا سُفال دلفت که به نام «دلفت آبی (هلندی: Delfts blauw) نیز شناخته می‌شود، اصطلاحی کلی است که اکنون برای لعاب قلع‌دار سفال هلندی استفاده می‌شود. بیشتر آن سرامیک آبی و سفید است و شهر دلفت در هلند مرکز اصلی تولید آن بوده است، اما این اصطلاح شامل ظروف با رنگ‌های دیگر و ساخته شده در جاهای دیگر نیز می‌شود. همچنین برای سفال‌های مشابه مانند ظروف دلفت انگلیس نیز استفاده می‌شود.
ظرف دلفت یکی از انواع سفال لعاب قلع‌دار است که در آن یک لعاب سفید اعمال می‌شود و معمولاً با اکسید فلزات، به ویژه اکسید کبالت که رنگ آبی معمول را ایجاد می‌کند، تزئین می‌شود و می‌تواند در برابر دمای پخت بالا مقاومت کند و به آن اجازه می‌دهد تا به صورت زیرلعابی اعمال شود. سفال دلفت بخشی از خانواده جهانی سرامیک آبی و سفید است که از انواع تزئینات گیاهی که اولین بار در سرامیک چینی قرن چهاردهمی توسعه یافت و تقاضای زیادی در اروپا داشت، استفاده می‌کند.
ظروف دلفت شامل اشیاء سفالی با انواع طرح‌ها مانند بشقاب، گلدان، مجسمه و سایر اشکال زینتی و کاشی است. این سبک در حدود سال ۱۶۰۰ میلادی آغاز شد و مهم‌ترین دوره تولید آن حدود ۱۶۴۰–۱۷۴۰ است، اما تولید دلفت همچنان ادامه دارد. در قرن‌های ۱۷ و ۱۸، ساخت دلفت یک صنعت بزرگ بود و محصولات آن به سراسر اروپا صادر می‌شد.

## تاریخ
اولین سفال‌های لعاب قلع‌دار در کشورهای پَست‌بوم در آنتورپ ساخته شد، جایی که سفالگر ایتالیایی گویدو دا ساوانو در سال ۱۵۰۰ در آن ساکن شد، و در قرن شانزدهم مایولیکا ایتالیایی تأثیر اصلی را بر سبک‌های تزئینی داشت. ساخت سفال‌های نقاشی شده از آنتورپ به شمال هلند گسترش یافت، به ویژه به دلیل غارت آنتورپ توسط سربازان اسپانیایی در سال ۱۵۷۶. تولید در میدل‌بورخ و هارلم در دهه ۱۵۷۰ و در آمستردام در دهه ۱۵۸۰ توسعه یافت. بسیاری از کارهای بهتر در دلفت تولید می‌شد، اما سفال‌های ساده لعابدار قلع‌دار روزمره در مکان‌هایی مانند خاودا، روتردام، هارلم، آمستردام و دوردرخت ساخته می‌شد.

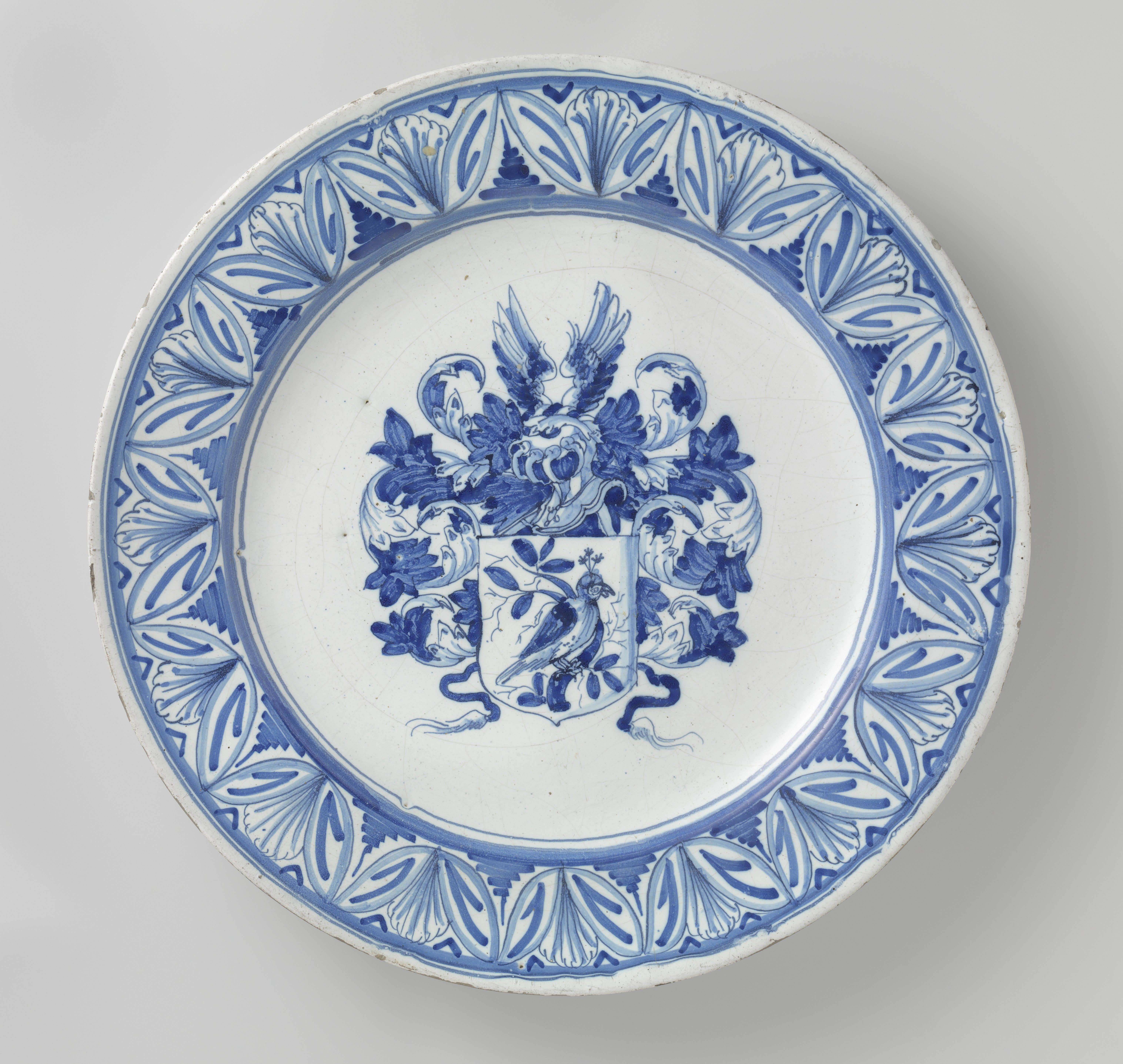
"بشقاب با نقش نشان خانوادگی نظامی، اثر ویلم فرستراتن، حدود ۱۶۴۵–۱۶۵۵، هارلم

دوره اصلی سفال لعاب قلع‌دار در هلند بین سال‌های ۱۶۴۰ تا ۱۷۴۰ بود. از حدود سال ۱۶۴۰، سفالگران دلفت شروع به استفاده از مونوگرام‌های شخصی و علائم کارخانه‌ای متمایز کردند. انجمن صنفی سنت لوک، که نقاشان در تمام رسانه‌ها باید به آن تعلق داشتند، ده استاد سفالگر را در سی سال بین ۱۶۱۰ و ۱۶۴۰ و بیست نفر را در نه سال ۱۶۵۱ تا ۱۶۶۰ پذیرفت. در سال ۱۶۵۴، دلفت بسیاری از کارخانه‌های آبجوسازی را تخریب کرد و با کاهش صنعت آبجوسازی، این مکان‌ها در دسترس سازندگان سفالگری قرار گرفتند که به دنبال محل‌های بزرگ‌تر بودند؛ برخی نام‌های قدیمی کارخانه‌های آبجوسازی را حفظ کردند، مانند «تانکارد دوگانه»، «سر مورهای جوان» و «سه زنگ».
استفاده از مارن، نوعی خاک رس غنی از ترکیبات کلسیم، به سفالگران هلندی این امکان را داد که تکنیک خود را اصلاح کرده و اقلام ظریف‌تری بسازند. بدنه سفالی معمول دلفت ترکیبی از سه خاک رس بود، یکی محلی، یکی از تورنه و دیگری از راینلند.
از حدود سال ۱۶۱۵، سفالگران به جای پوشاندن سطح نقاشی با لعاب شفاف، شروع به پوشاندن کامل گلدان‌های خود با لعاب سفید قلع کردند. آنها سپس شروع به پوشاندن لعاب قلع با لعاب شفاف کردند که به سطح پخته شده عمق و به رنگ‌های آبی کبالت صافی می‌داد و در نهایت شباهت خوبی به چینی ایجاد می‌کرد.

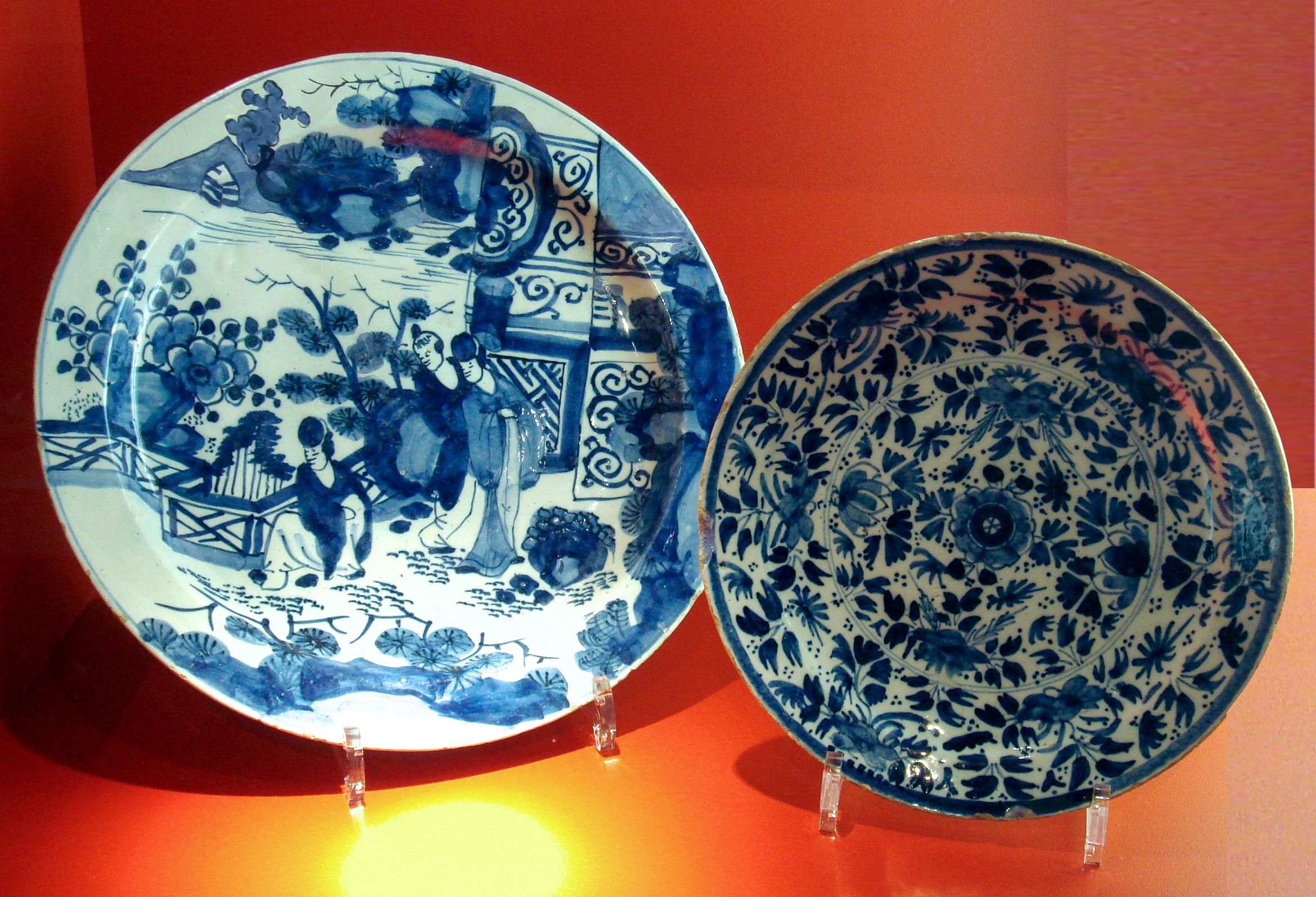
دلفت قرن هجدهم، بشقاب سمت چپ با منظره‌ای از ژاپن

در طول دوران طلایی هلند، کمپانی هند شرقی هلند تجارت پررونقی با شرق داشت و میلیون‌ها قطعه چینی صادراتی را در اوایل قرن هفدهم وارد کرد. کارآزمودگی و توجه چینی‌ها به جزئیات بسیاری را تحت تأثیر قرار داد. فقط ثروتمندترین‌ها می‌توانستند اولین واردات را بپردازند. سفالگران هلندی بلافاصله از چینی تقلید نکردند. آنها پس از مرگ وان‌لی در سال ۱۶۲۰، زمانی که عرضه به اروپا قطع شد، این کار را آغاز کردند. «سفالگران اکنون فرصتی برای تولید یک جایگزین ارزان برای چینی دیدند. پس از آزمایش‌های فراوان، آنها موفق شدند نوعی سفال نازک بسازند که با لعاب سفید قلع پوشیده شده بود. اگرچه از سفال کم پخت ساخته شده بود، اما به طرز شگفت‌انگیزی شبیه چینی بود.»
شروف‌های دلفتی که با الهام از طرح‌های اصلی چینی تولید می‌شدند، از حدود سال ۱۶۳۰ تا میانه‌های سده هجدهم میلادی در کنار الگوهای اروپایی همچنان تولید می‌شدند. حدود سال ۱۷۰۰، چندین کارخانه از رنگ‌های مینایی و طلاکاری روی لعاب قلع استفاده می‌کردند که نیاز به پخت سوم در کوره با دمای پایین‌تر داشت. بعدها، پس از اینکه ظروف ایماری ژاپنی در اواخر دهه ۱۶۰۰ و اوایل دهه ۱۷۰۰ محبوب شد (زمانی که آن هم سعی کرد جای خالی کمبود چینی را پر کند)، دلفت شروع به ساخت «ظروف ایماری» خود با کپی کردن طرح کلاسیک «گلدان گل روی ایوان احاطه شده توسط سه لوح با طرح درنا و کاج» کرد. سبک‌های شرقی در دلفت تا اوایل دهه ۱۷۰۰ محبوب بودند، اما پس از آن که چینی دوباره در دسترس قرار گرفت، محبوبیت آنها کاهش یافت.
دلفت شامل اقلام ساده خانگی - سفال سفید ساده با تزئینات کم یا بدون تزئین - تا آثار هنری فانتزی بود. بیشتر کارخانه‌های دلفت مجموعه‌ای از کوزه‌ها به نام «kast-stel» را می‌ساختند. بشقاب‌های تصویری به وفور ساخته می‌شدند که با نقوش مذهبی، صحنه‌های بومی هلندی با آسیاب بادی و قایق‌های ماهیگیری، صحنه‌های شکار، مناظر و دریاها نشان داده می‌شدند. مجموعه بشقاب‌هایی با کلمات و موسیقی آهنگ‌ها ساخته شد. دسر روی آنها سرو می‌شد و وقتی بشقاب‌ها خالی می‌شدند، مهمانی شروع به خواندن می‌کردند. سفالگران دلفت همچنین در طول یک دوره ۲۰۰ ساله تعداد زیادی کاشی (تخمین زده می‌شود هشتصد میلیون) کاشی ساختند. بسیاری از خانه‌های هلندی هنوز کاشی‌هایی دارند که در قرن‌های ۱۷ و ۱۸ ثابت شده بودند. دلفت محبوب شد و به‌طور گسترده در اروپا صادر شد و حتی به چین و ژاپن رسید. سفالگران چینی و ژاپنی نسخه‌های چینی دلفت را برای صادرات به اروپا ساختند.
برخی دلفت‌های ساخته شده از حدود سال ۱۷۵۰ به بعد را از نظر هنری پست‌تر می‌دانند. کایگر اسمیت می‌گوید که بیشتر ظروف بعدی «با تزئینات هوشمندانه و زودگذر رنگ‌آمیزی شده‌اند. وقتی در پایان قرن هجدهم، سفال‌های دلفت از کار افتادند، اثری از احساس یا اصالت باقی نماند.» در این زمان سفالگران دلفت بازار خود را به چینی بریتانیایی و ظروف سفالی سفید جدید باخته بودند. یک یا دو کارخانه باقی مانده است: کارخانه تیخلار ماکوم سلطنتیKoninklijke Tichelaar Makkum در مکوم، فریسلاند، که در سال ۱۵۹۴ تأسیس شد و «بطری چینی سلطنتی»De Koninklijke Porceleyne Fles که در سال ۱۶۵۳ تأسیس شد.
امروزه، Delfts Blauw (دلفت آبی) نام تجاری است که با دست روی قسمت پایین قطعات سرامیکی نقاشی شده است و آنها را به عنوان معتبر و کلکسیونی معرفی می‌کند. اگرچه بیشتر دلفت آبی از سنت لعاب قلع وام می‌گیرد، اما تقریباً همه آنها با رنگ آبی زیر لعابی روی بدنه سفالی سفید تزئین شده‌اند و تعداد کمی از لعاب قلع، محصول گران‌تری استفاده می‌کنند. کارخانه تیخلار ماکوم سلطنتی در ماکوم فریسلاند، به تولید ظروف سفالی لعاب قلع‌دار ادامه می‌دهد.
سفال دلفت آبی اساس یکی از طرح‌های قومی بر روی باله عمودی هواپیمای بریتیش ایرویز را تشکیل می‌دهد. طرح Delftblue Daybreak بر روی ۱۷ هواپیما اعمال شد.

## نمونه ظروف

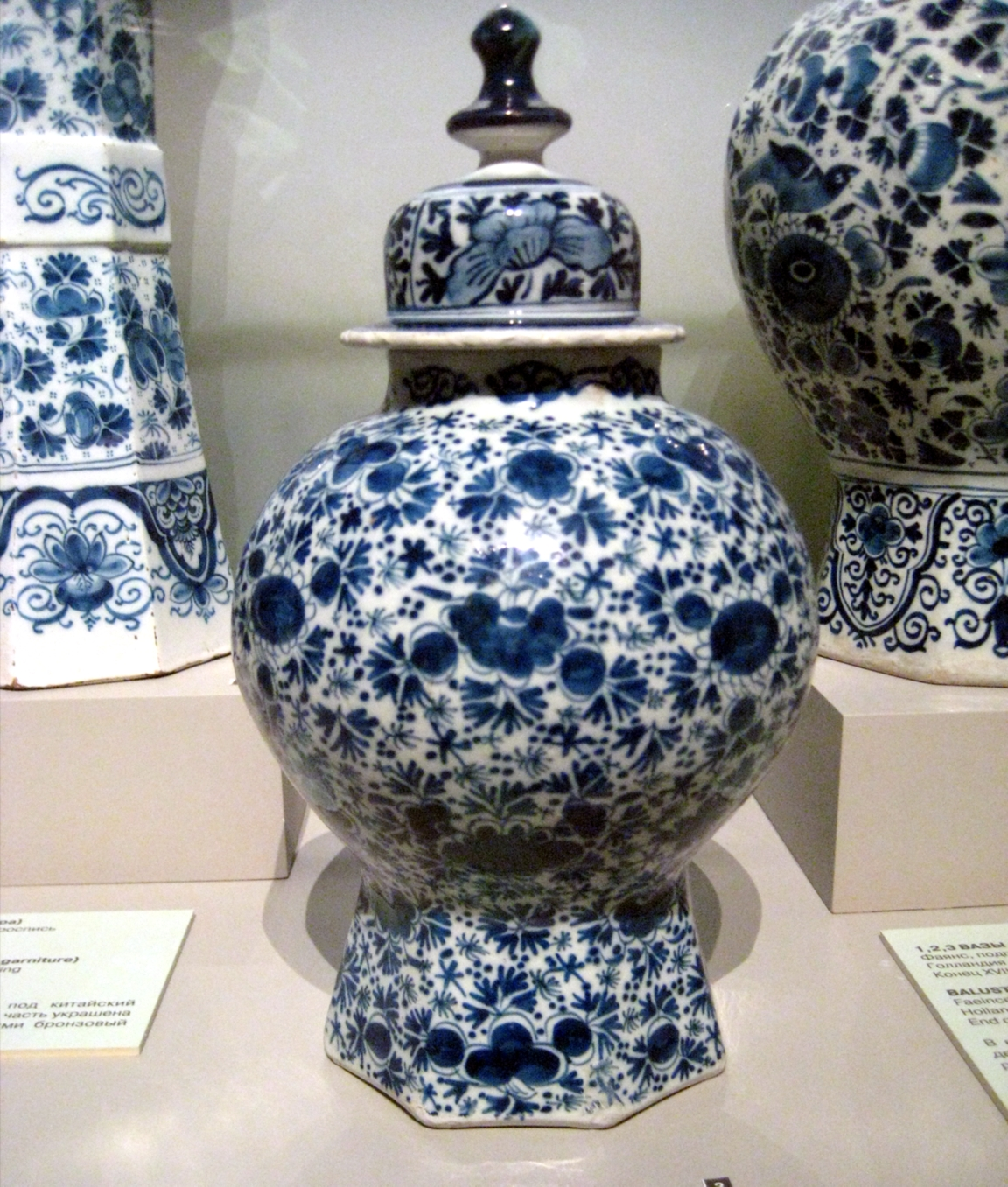
ظروف دلفت در موزه پوشکین، روسیه
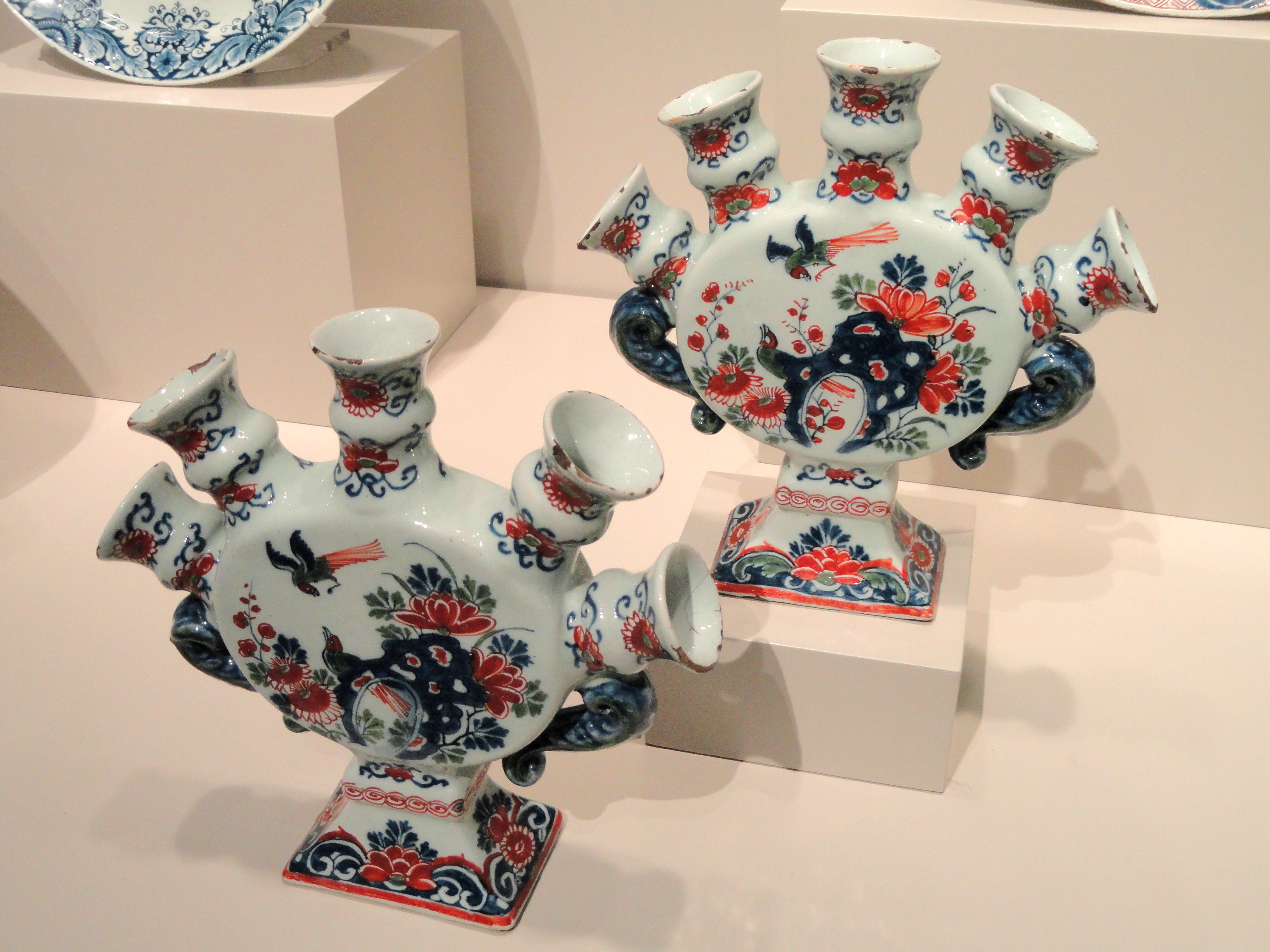
دو گلدان، اوایل قرن ۱۸، دلفت
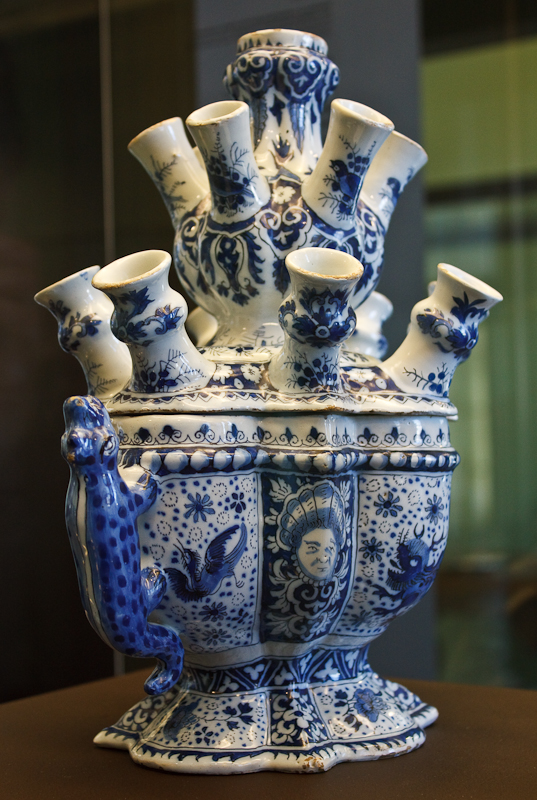
گلدان گل لاله، موزه بویمانس بونینگن
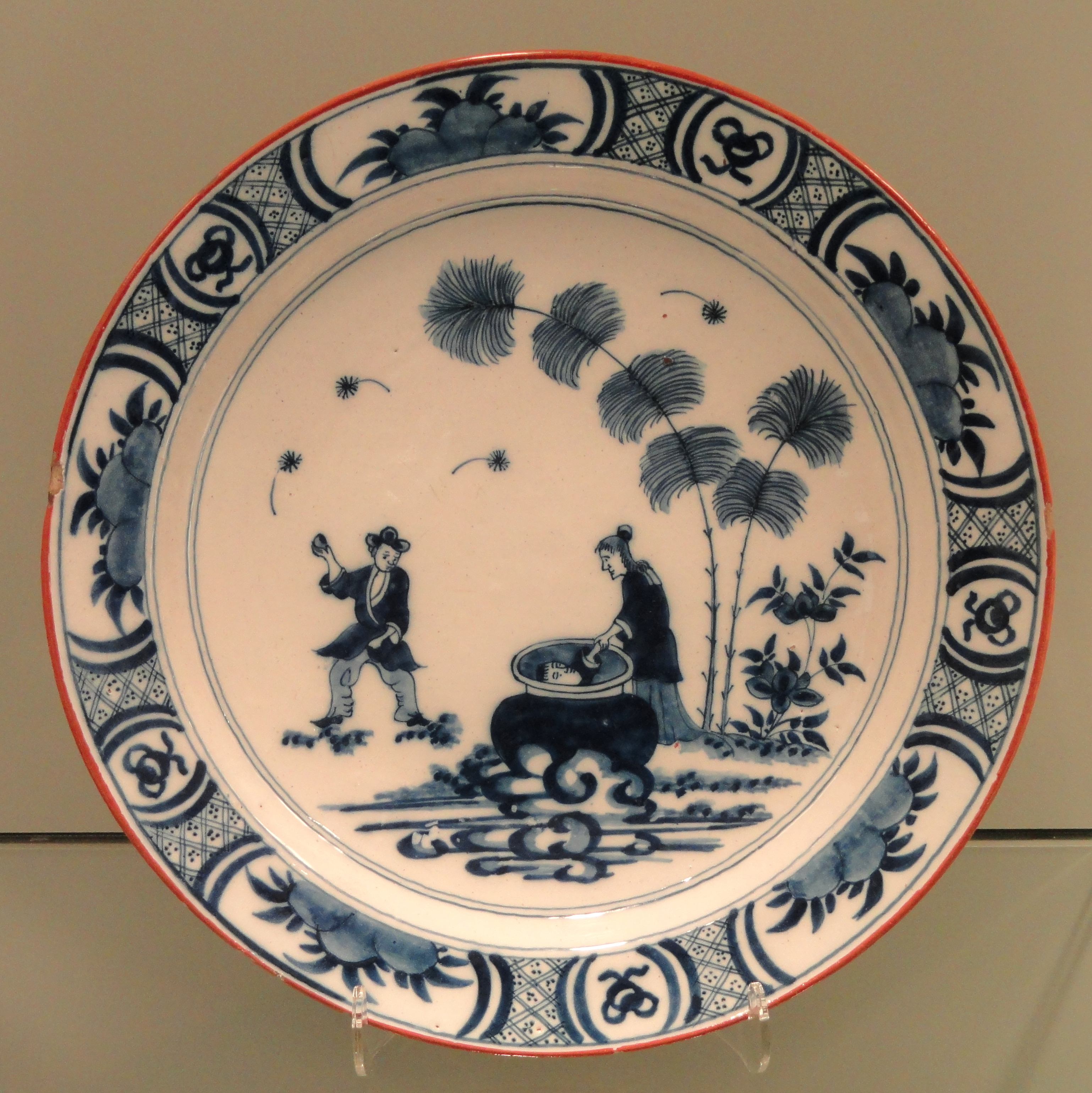
بشقابی با سرح شیبا اونکو حدود  ۱۷۳۰، دلفت
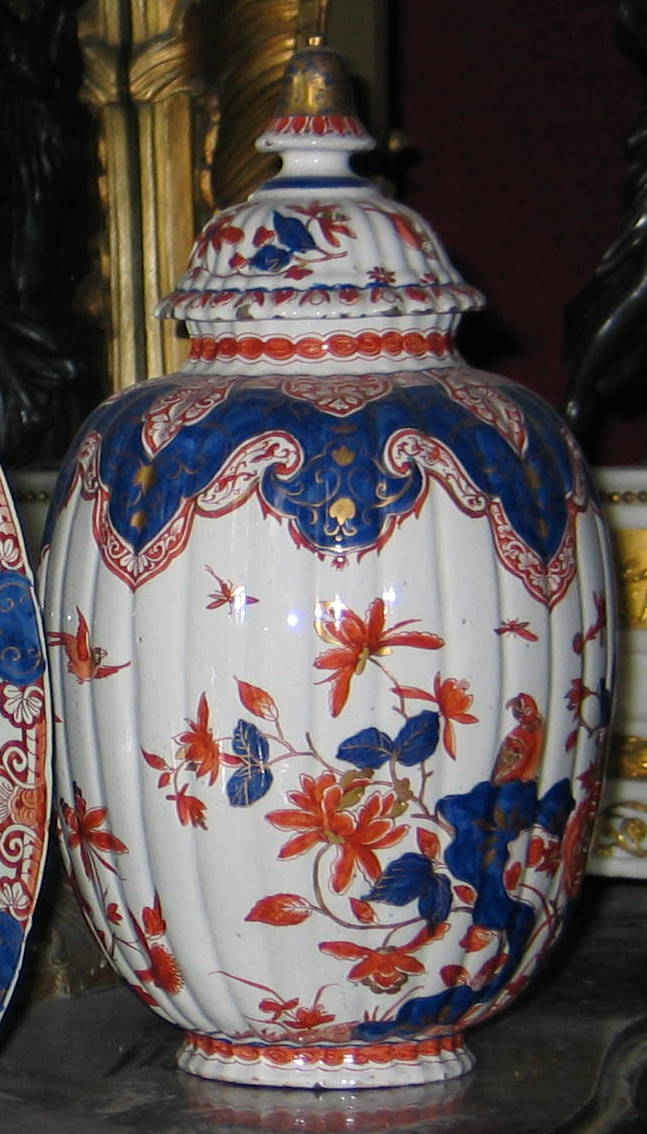
یک گلدان به سبک ایماری، ساخته شده در سال‌های ۱۷۰۰–۱۷۲۰، موزه خانه خیل‌فینک-هینلوپن
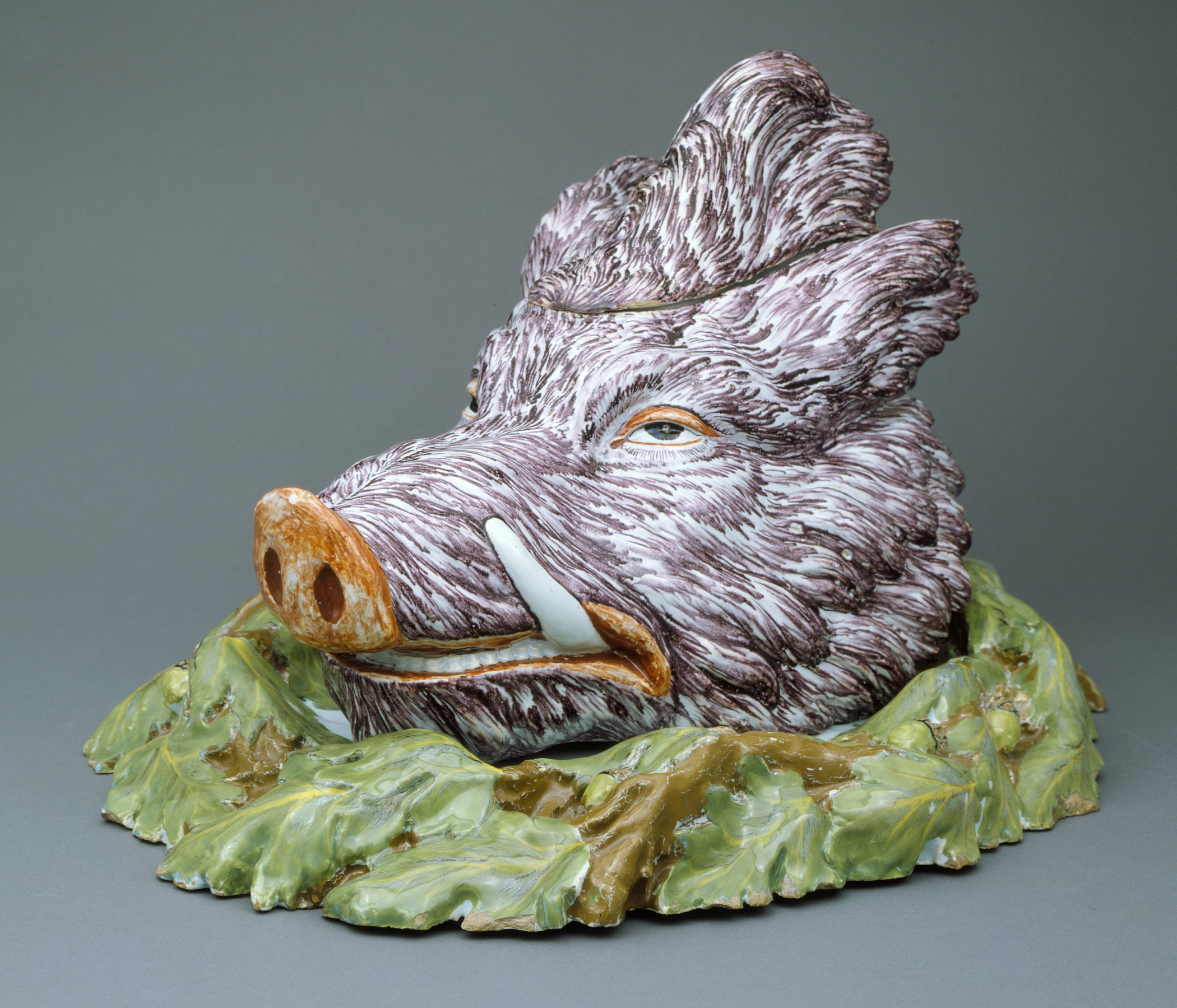
تورین سر گراز و ایستاده، حدود ۱۷۵۰
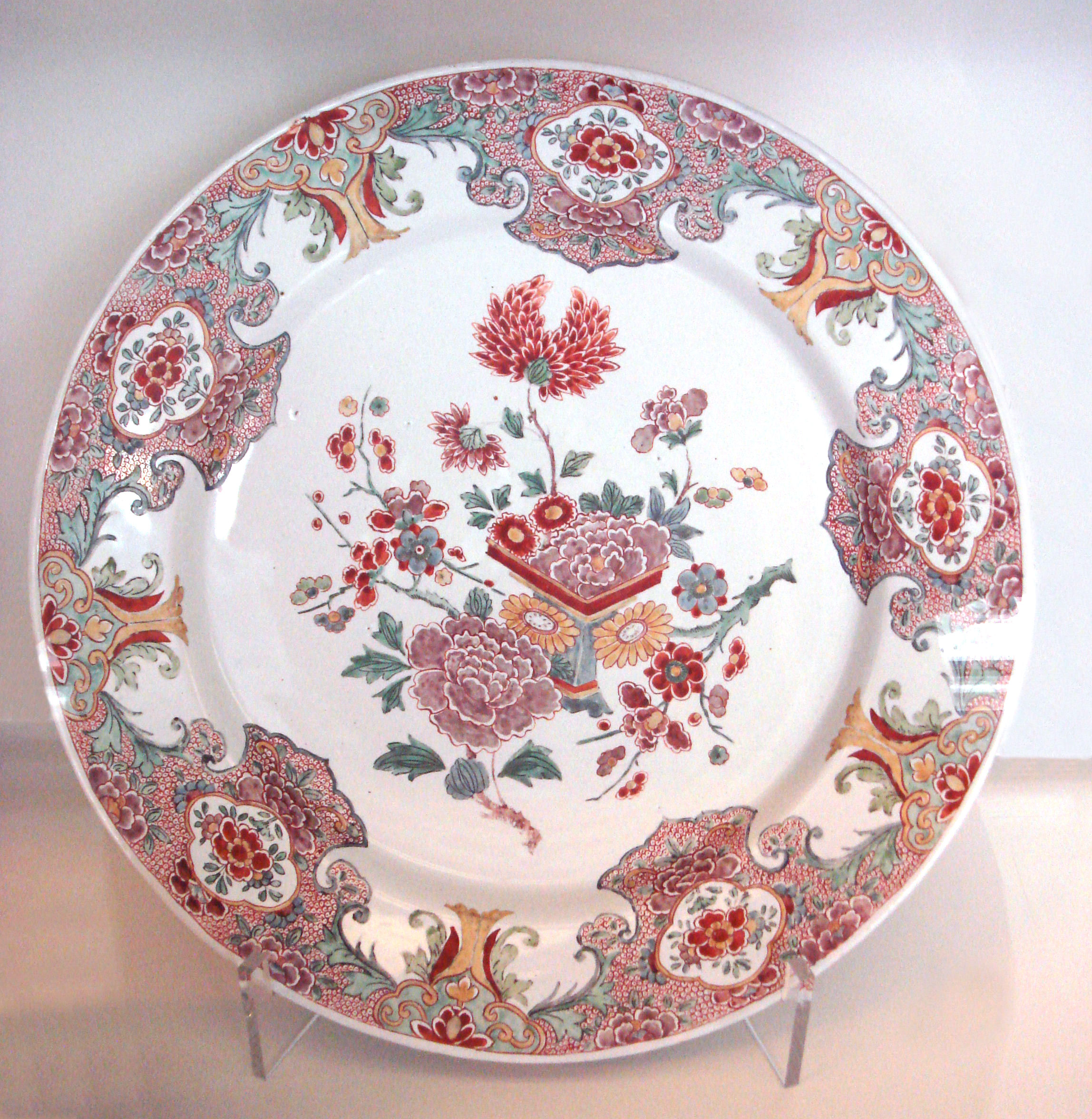
بشقاب دلفتی، حدود سال ۱۷۷۰، موزه هنرهای تزئینی، پاریس
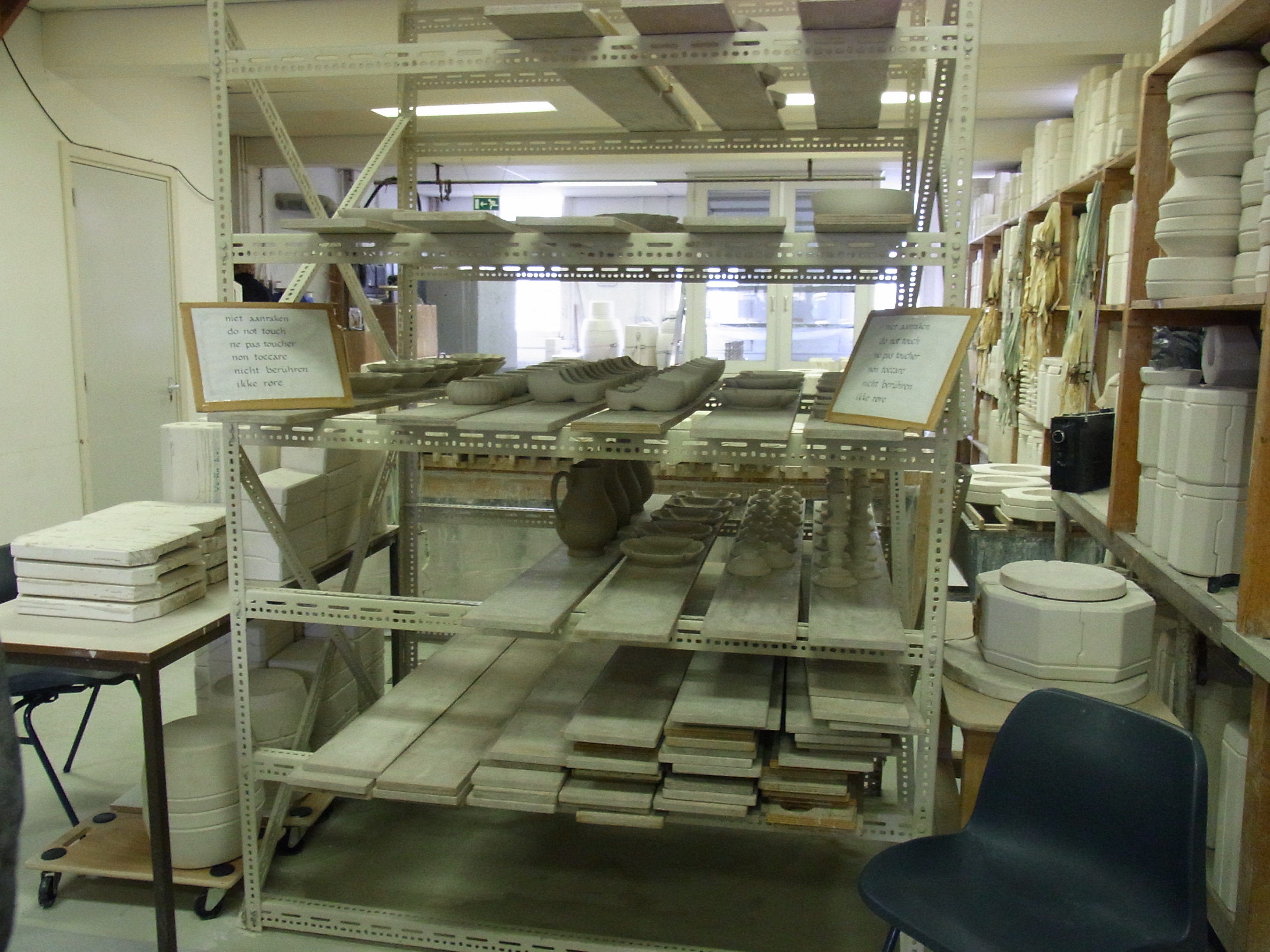
یک کارگاه سرامیک در «طاووس دلفتی»
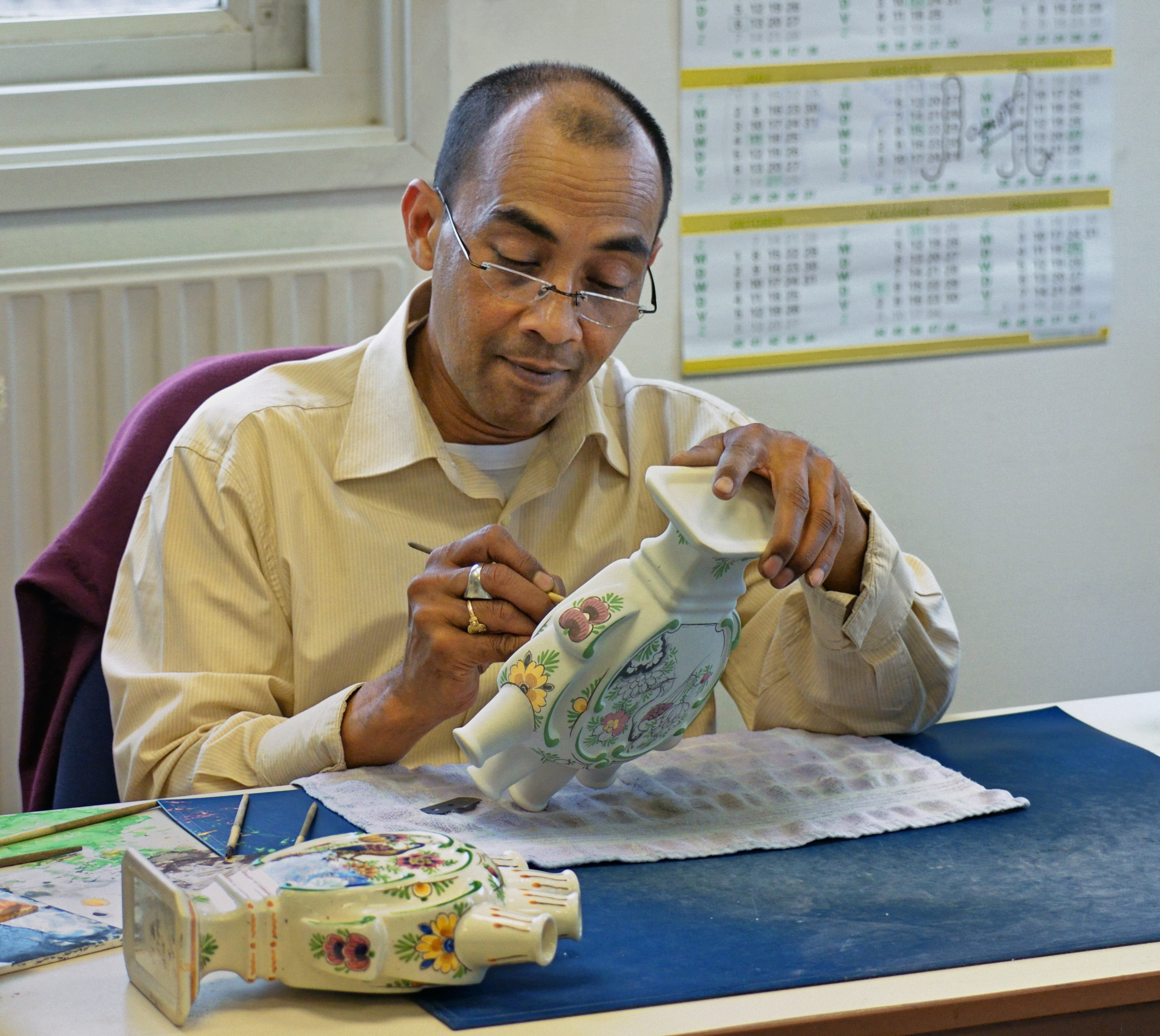
نقاشی سفال دلفت رنگی
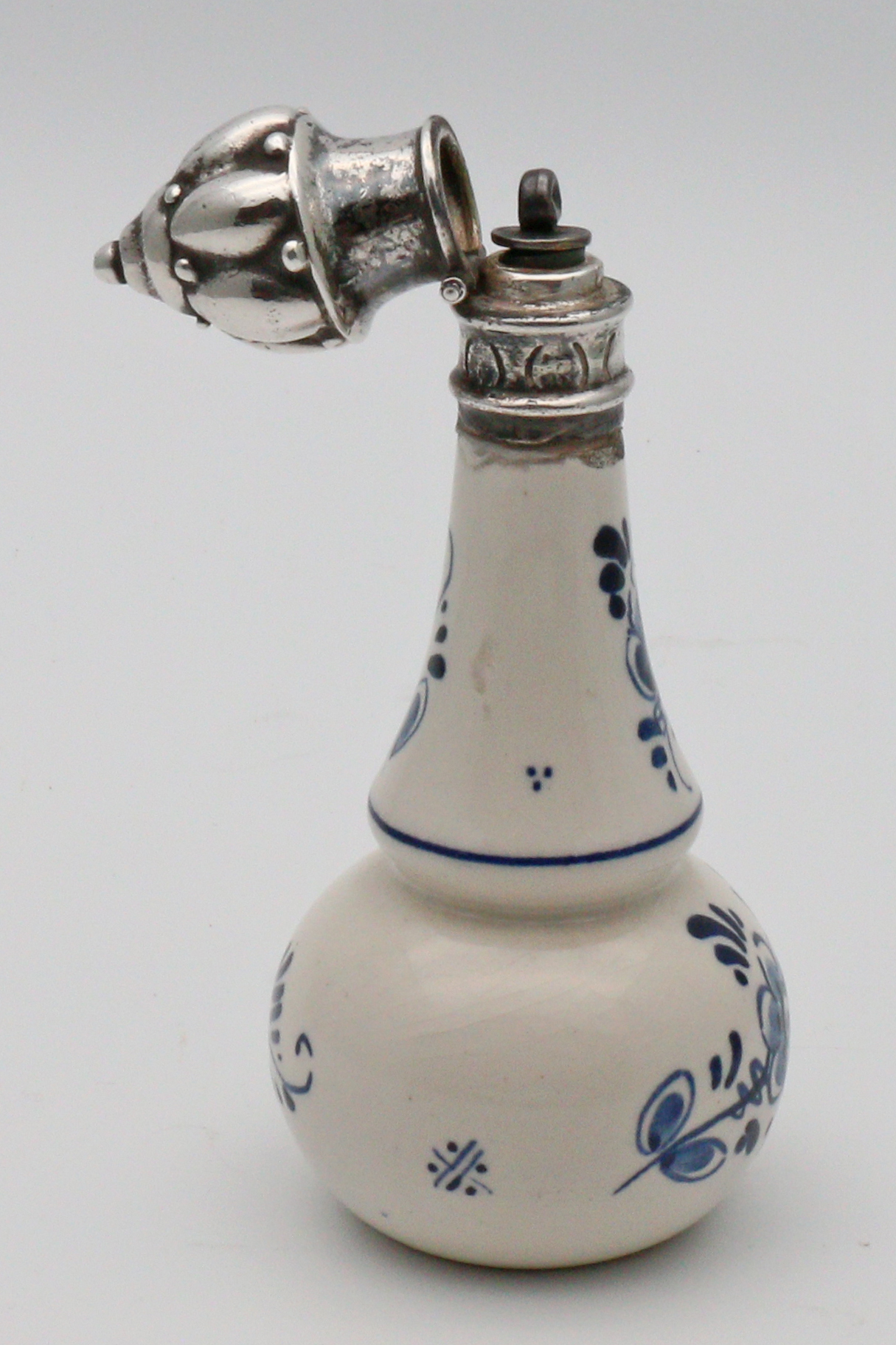
بطری عطر با روکش نقره‌ای از اسخون‌هوفِن

## نمونه کاشی‌ها

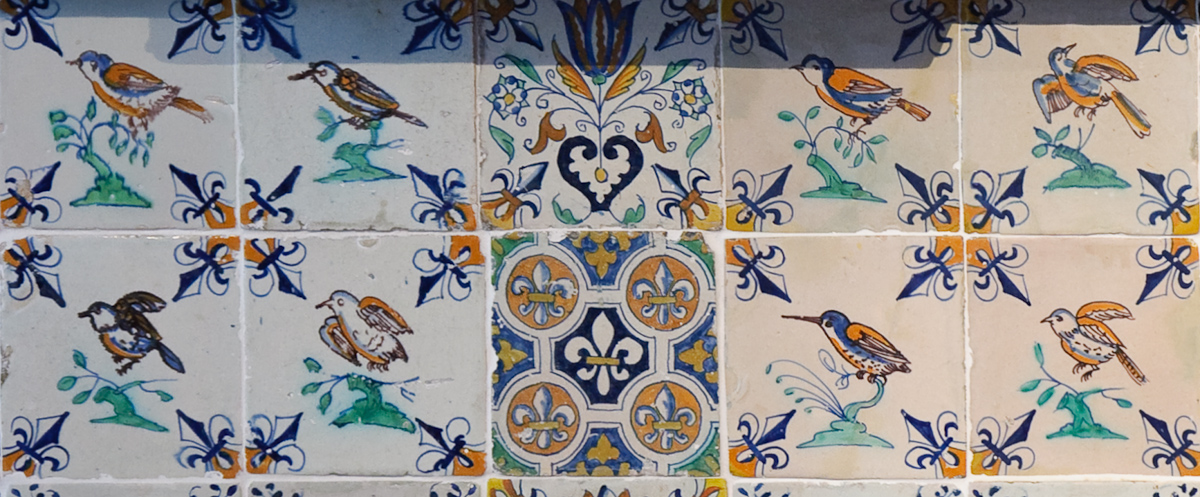
موزه فریسلاند، شهر لییورادن هلند
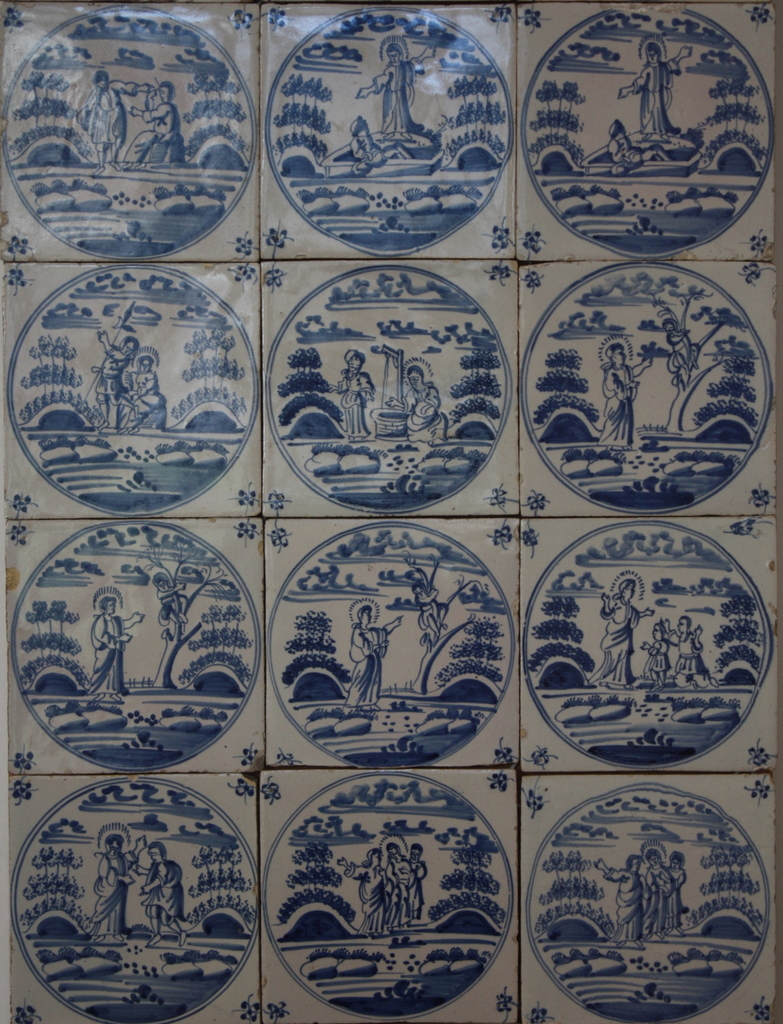
کاشی‌های انجیلی. گدانسک،  لهستان
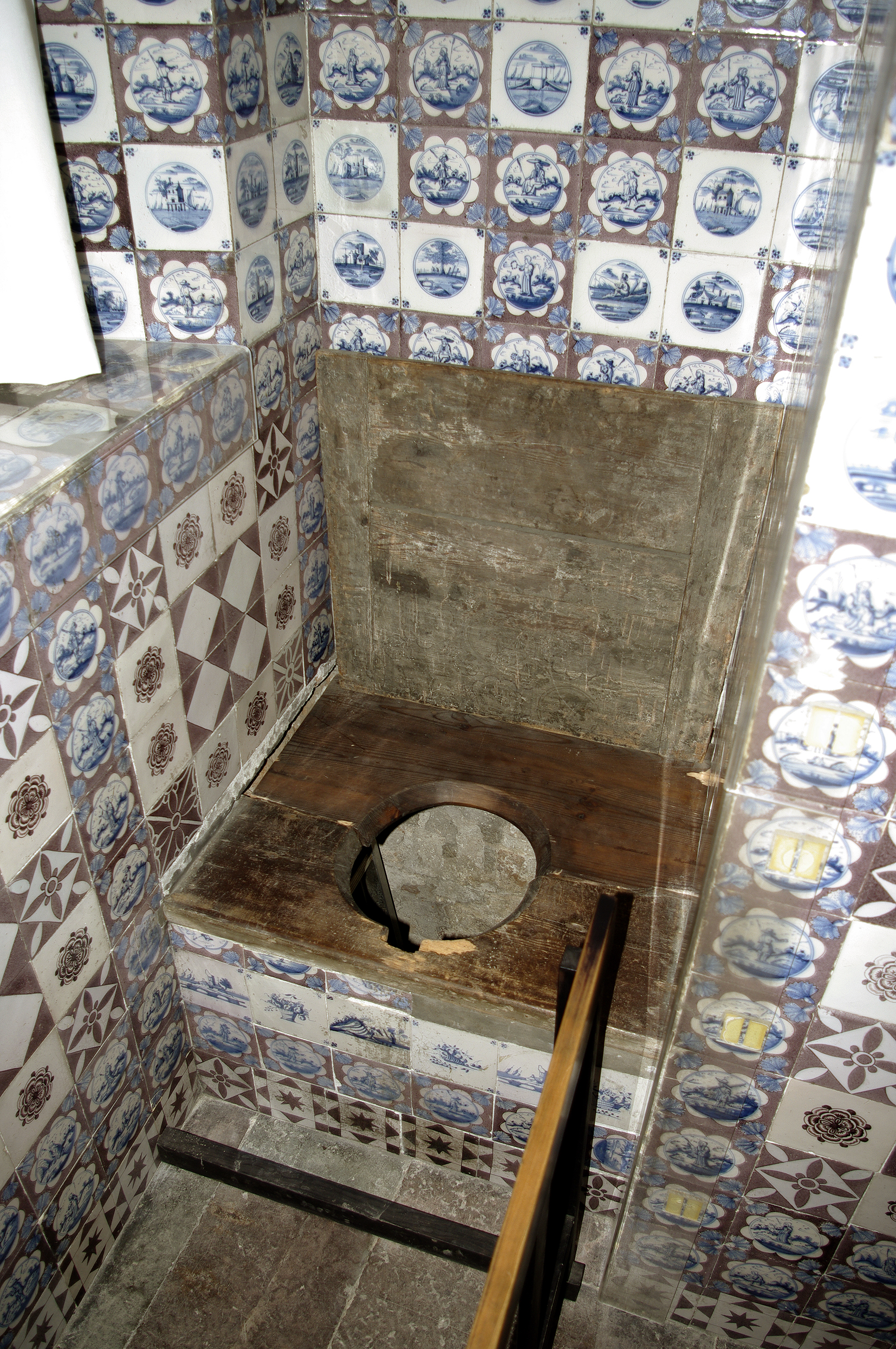
آبریزگاه قلعه روزنبرگ،  کپنهاگ
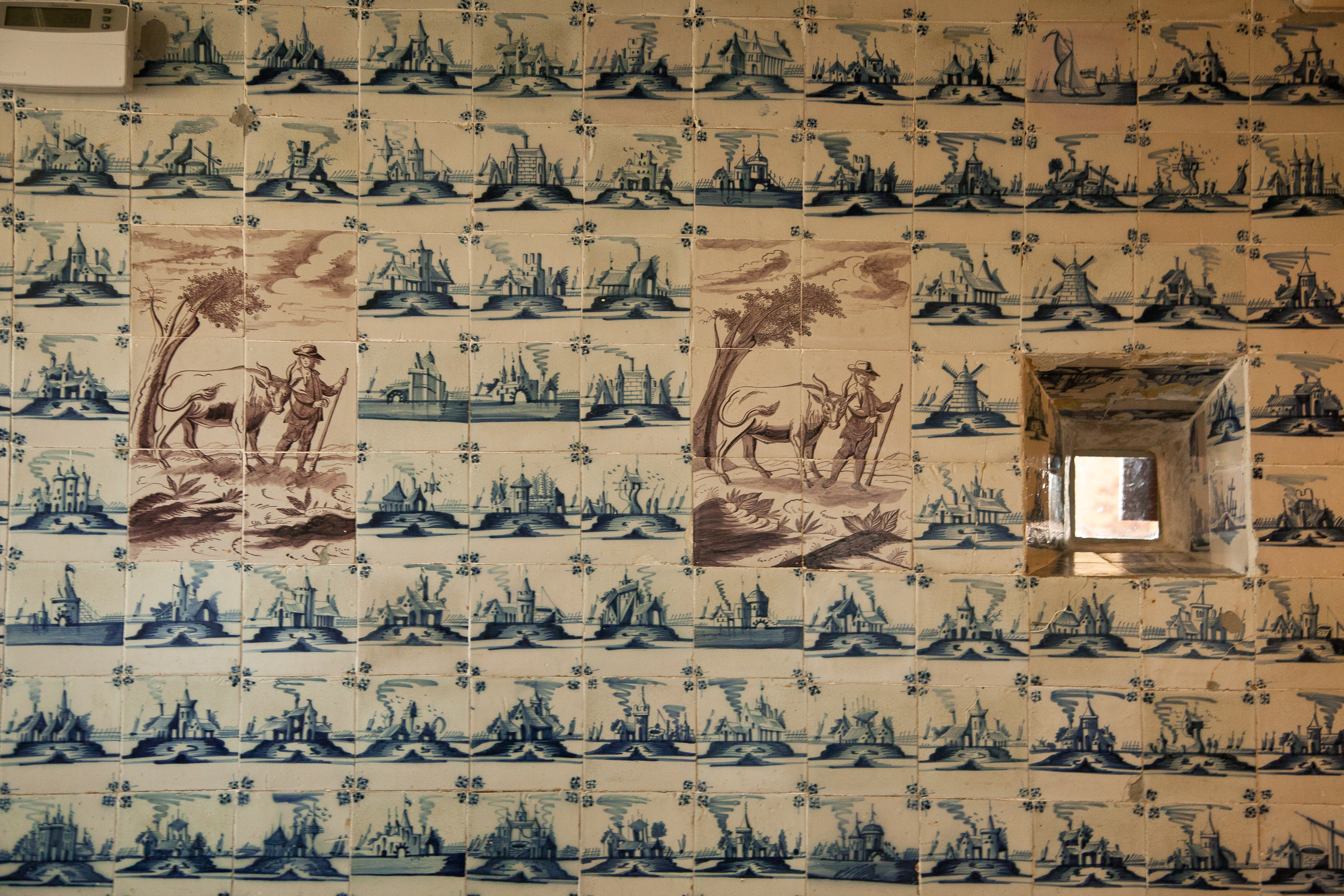
داخل یک خانه مزرعه، هوخ‌لاند، نزدیک اوترخت
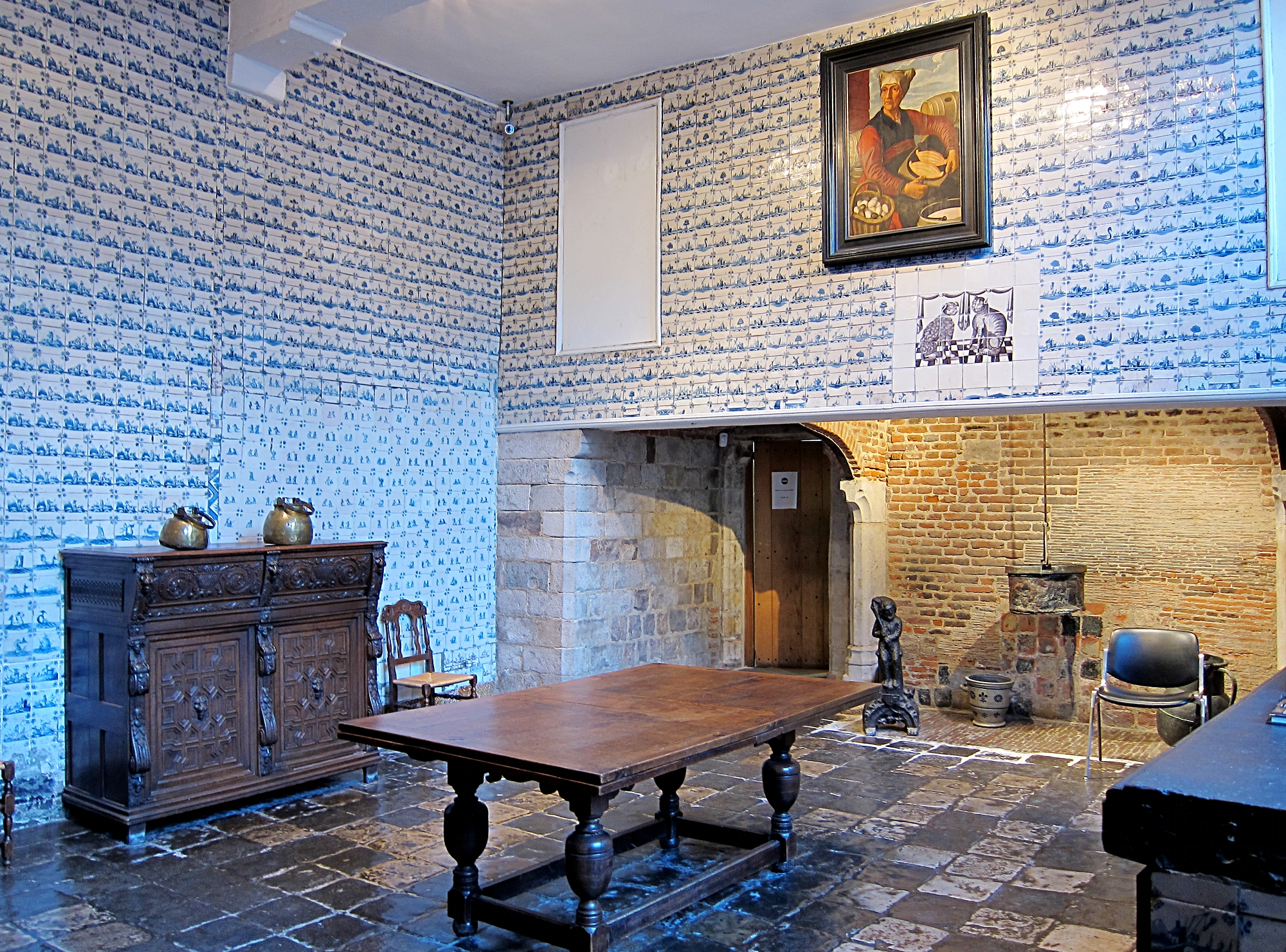
آشپزخانه مهمانخانه کومتس، لیل (فرانسه)
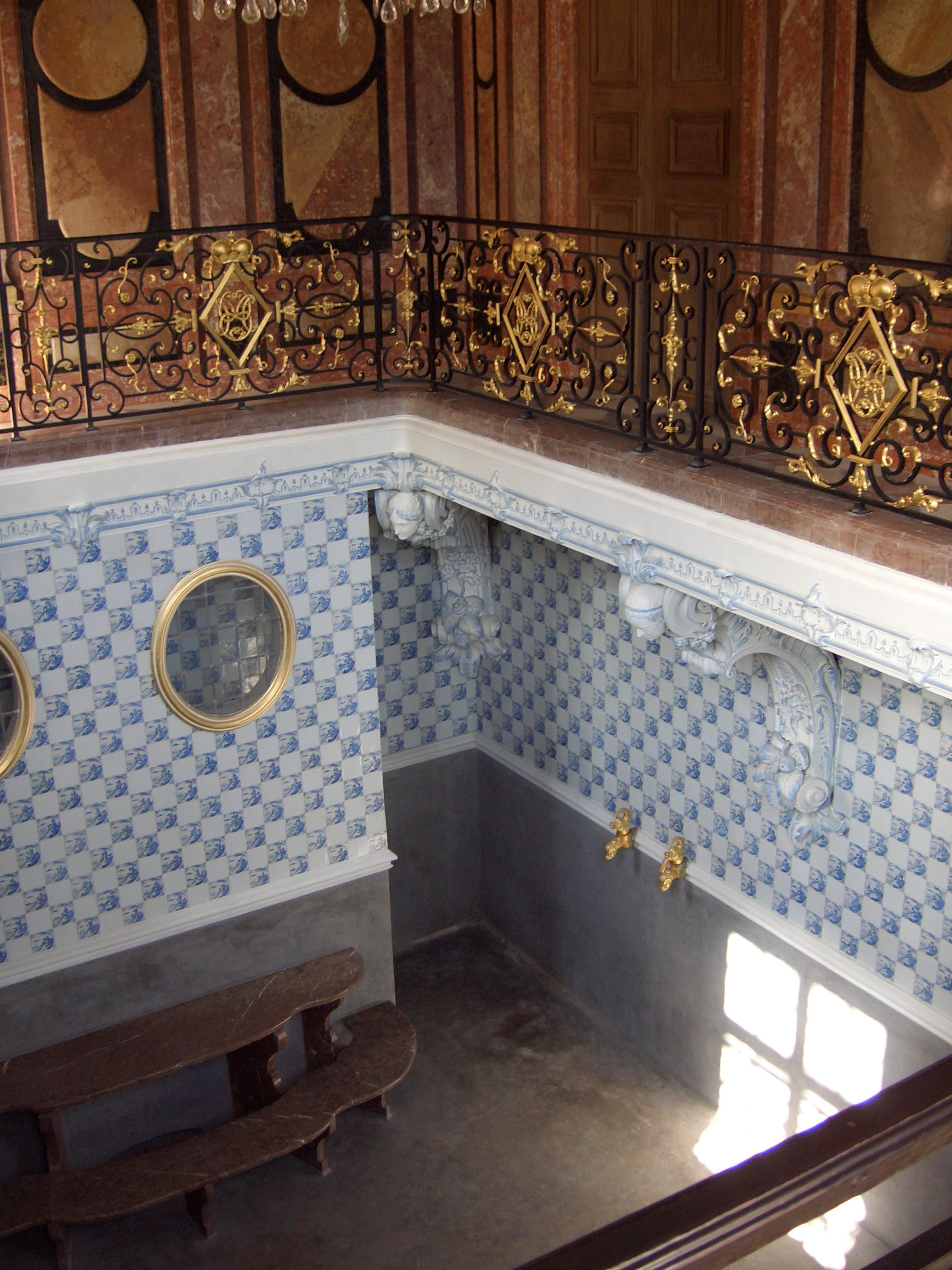
استخر کاخ نیمفنبورگ،  مونیخ
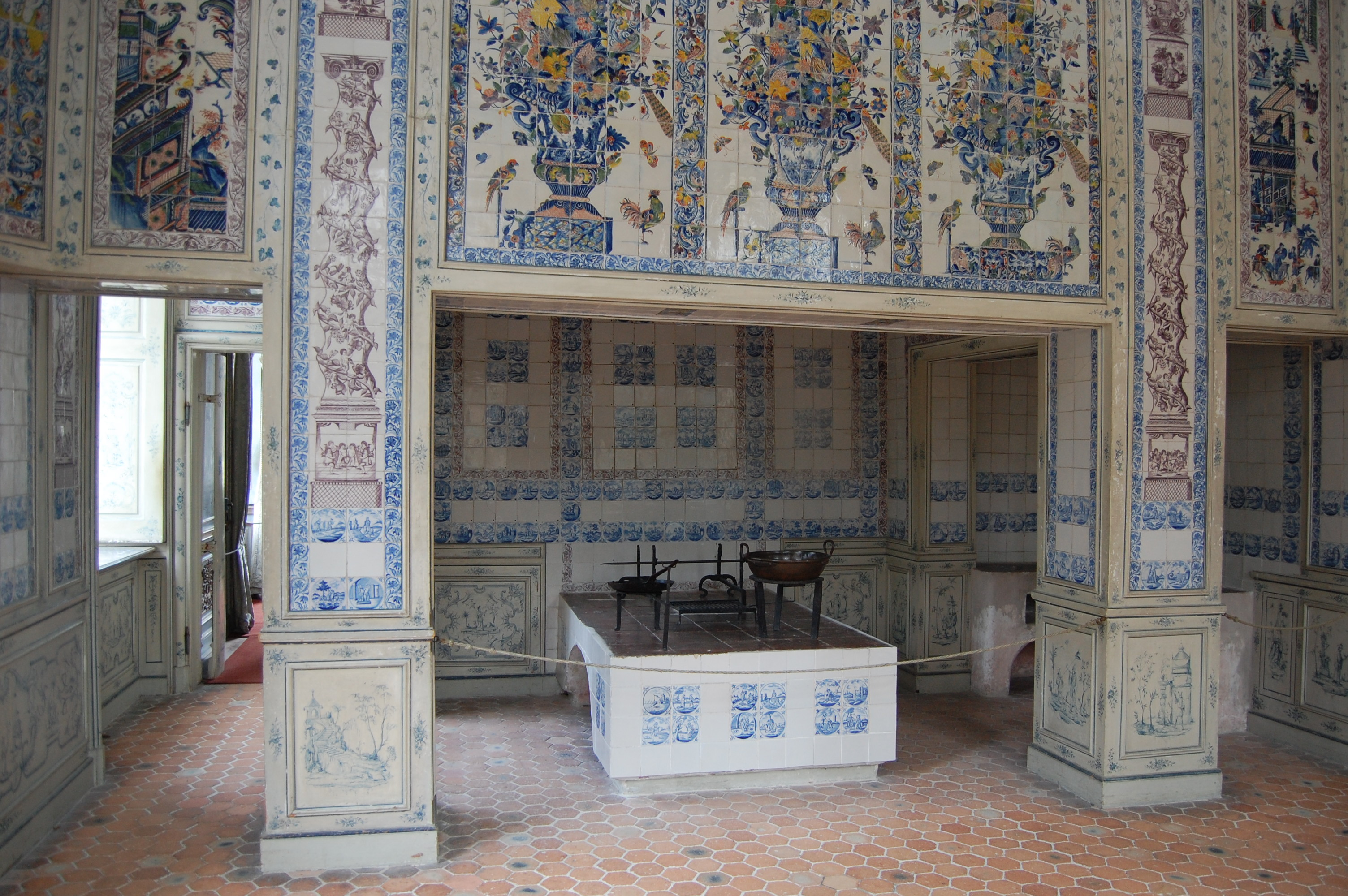
آشپزخنه آمالین‌بورخ،  کاخ نیمفنبورگ
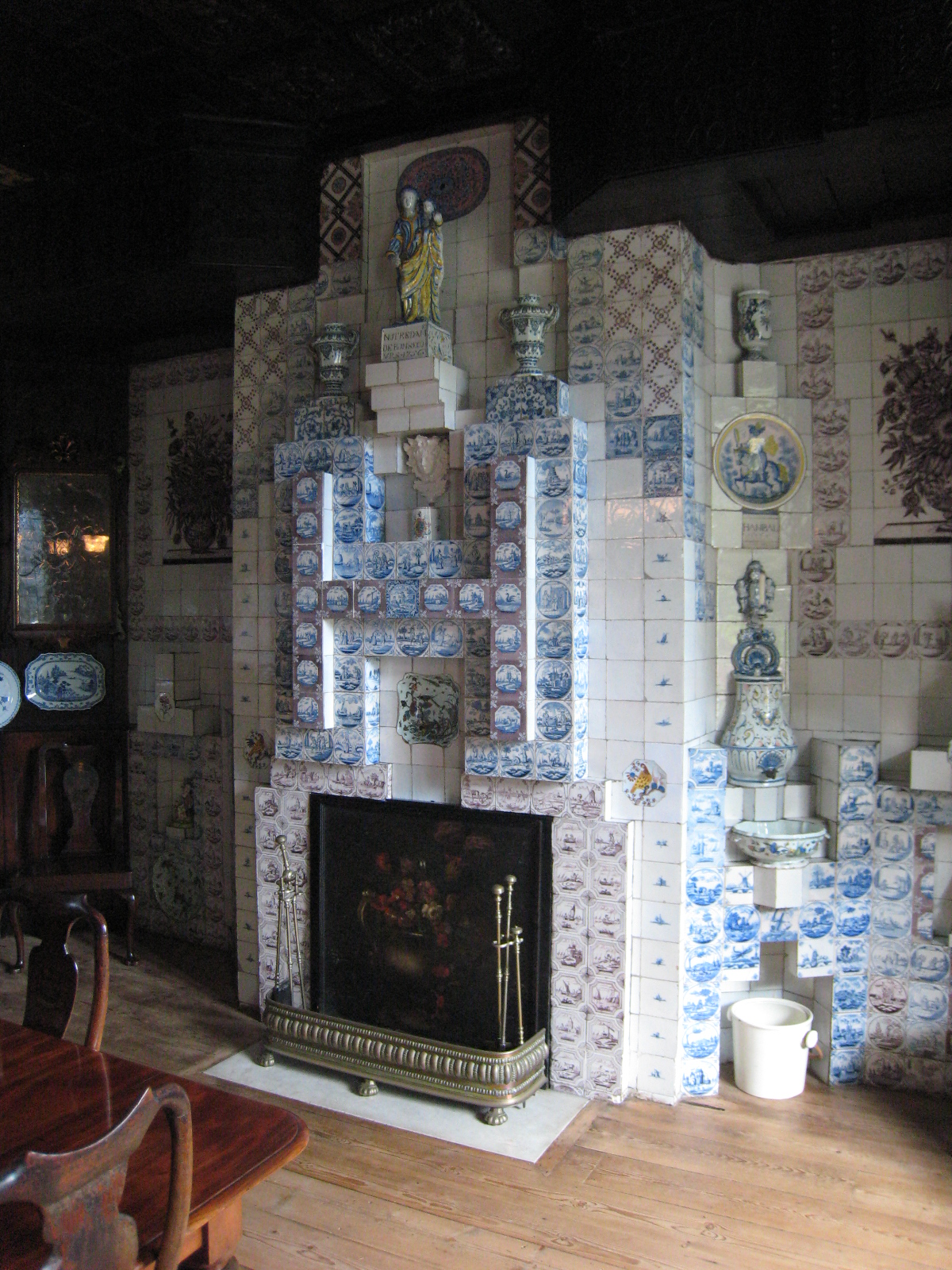
اتاق غذاخوری ویکتور هوگو، خانه اوتویل، گورنزی، ۱۸۶۰